# Biltillverkare

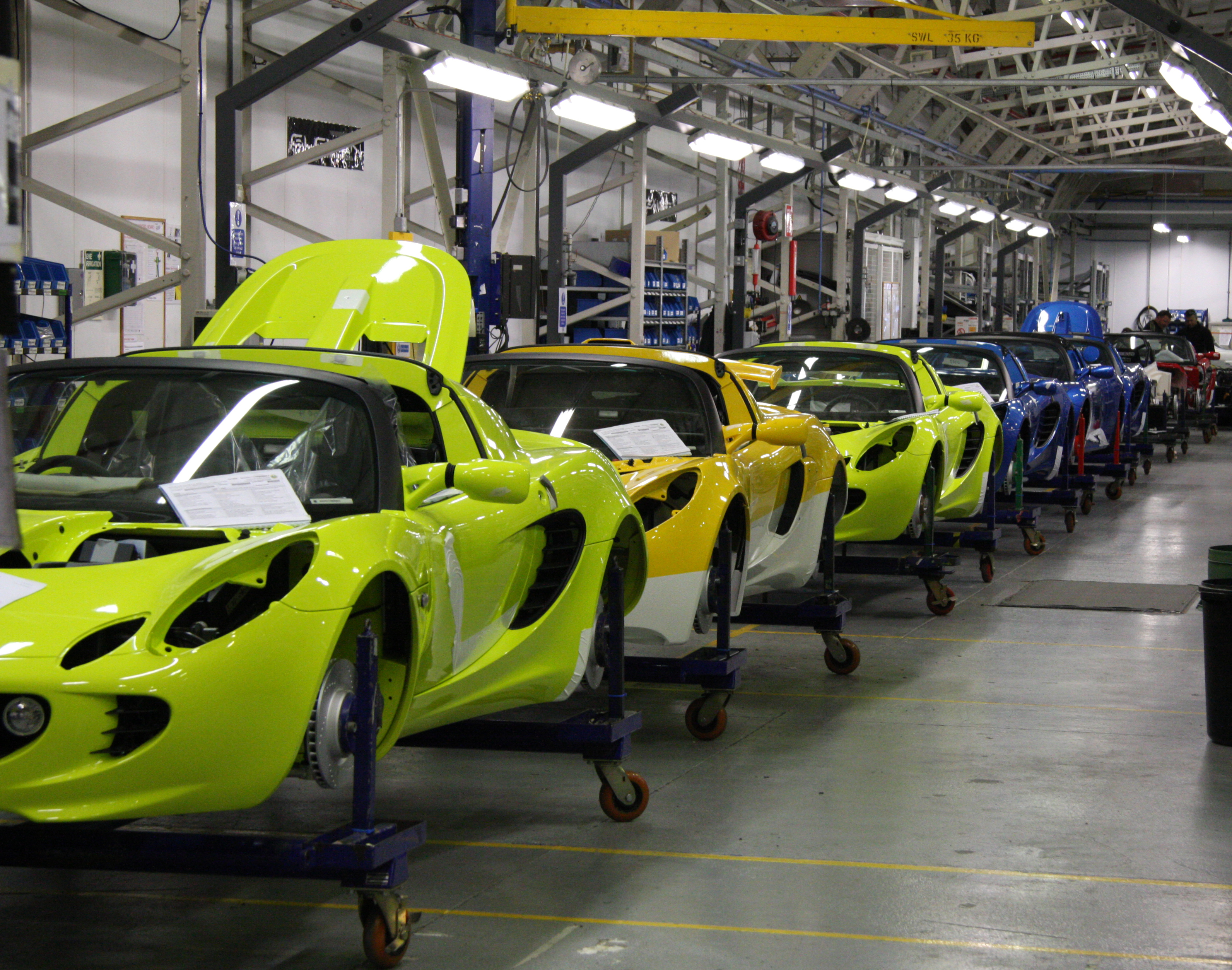
Slutmontering av Lotus Cars på löpande band.

Biltillverkare är ett företag som tillverkar och utvecklar motorfordon. På senare tid äger stora biltillverkare oftast ett eller flera varumärken (bilmärken): exempelvis Ford ägde bland annat svenska Volvo 1999 till 2010 (då Volvo såldes till Geely) och Volkswagen äger bland andra Audi och Skoda.
Biltillverkningsindustrin har på senare tid snabbt globaliserats och består idag av ett relativt fåtal stora aktörer på marknaden. De åtta största fordonstillverkarna, till antalet sålda fordon per år, är (sedan 2013 då Fiat köpte Chrysler) följande:
| Rank | Tillverkare         | Fordon 2022 | Fordon 2019 |
| ---- | ------------------- | ----------- | ----------- |
| 1    | Toyota              | 9 566 961   | 10 741 556  |
| 2    | Volkswagen AG       | 8 263 104   | 10 975 352  |
| 3    | Hyundai-Kia         | 6 848 198   | 7 189 893   |
| 4    | Stellantis          | 6 002 900   | 0           |
| 5    | General Motors      | 5 941 737   | 7 724 163   |
| 6    | Ford                | 4 235 737   | 5 385 972   |
| 7    | Honda               | 4 074 372   | 5 323 319   |
| 8    | Nissan              | 3 225 478   | 5 176 211   |
|      | Fiat-Chrysler Group | 0           | 4 612 673   |

### Artiklar
- Löpandebandprincipen

### Listor
- Lista över bilmärken
- Lista över bilmärken efter ursprungsland
- Lista över motortillverkare

### Kategorier
- Kategori:Busstillverkare
- Kategori:Formelbiltillverkare
- Kategori:Underleverantörer till fordonsindustrin